# Michail Wardakas
Michail Wardakas, gr. Μιχαήλ Βαρδάκας (ur. 14 września 1921 w Salonikach, zm. 14 lutego 1998 tamże) – grecki polityk i prawnik, parlamentarzysta krajowy, w 1981 poseł do Parlamentu Europejskiego I kadencji.

## Życiorys
Ukończył prawo na Uniwersytecie Arystotelesa w Salonikach, praktykował następnie jako adwokat. Zaangażował się w działalność polityczną w ramach Nowej Demokracji. W latach 1974–1981 zasiadał w Parlamencie Hellenów I i II kadencji z okręgów zawierających Saloniki. Od 1 stycznia do 18 października 1981 wykonywał mandat posła do Parlamentu Europejskiego w ramach delegacji krajowej. Pozostał deputowanym niezrzeszonym, należał do Komisji ds. Rozwoju i Współpracy.